# OKB-2 346
Die DFS 346 war ein deutsches und späteres sowjetisches experimentelles raketengetriebenes Hochgeschwindigkeitsflugzeug, welches von Felix Kracht bei DFS im Zweiten Weltkrieg in Weiterentwicklung einer Idee für ein Aufklärungsflugzeug entworfen wurde.
Am Ende des Zweiten Weltkrieges wurde die halbfertige Maschine von der Sowjetunion erbeutet und dort fertiggestellt und geflogen.

## Geschichte
Die DFS 346 war ein Parallelprojekt zur DFS 228, einem Segelflugzeug für extreme Flughöhen. Die DFS 346 war extrem aerodynamisch und windschnittig geformt. Die Konstrukteure hofften, so die Schallmauer durchbrechen zu können. Die Maschine enthielt eine Rettungskapsel für den Piloten, die von der Vorkriegsmaschine DFS 54 abgeleitet war. Der Pilot lag wie bereits in der DFS 228 auf dem Bauch im Cockpit.
Die Planungen sahen einen Start von einem Trägerflugzeug vor. Dafür sollte eine Dornier Do 217 genutzt werden. Nach dem Start sollten zwei Walter-509B-Triebwerke das Flugzeug auf Mach 2,6 beschleunigen und Höhen von 30.500 m erreicht werden und das Flugzeug im Gleitflug sein Zielgebiet erreichen. Nach der Erfüllung seines Aufklärungsauftrags sollte es erneut beschleunigen und Höhe gewinnen und so schließlich wieder als Gleiter zu seiner Basis zurückkehren.

Rettungssystem der DFS 346

Das Flugzeug sollte als Ganzmetall-Mitteldecker bei Siebel in Schkeuditz gefertigt werden, jedoch kam es aufgrund des Kriegsendes nicht mehr dazu. Lediglich die Konstruktions- und Fertigungsunterlagen wurden nach der Besetzung des Werks durch die US-Amerikaner erbeutet. Nach der Übergabe des Werks an die sowjetischen Truppen wurde am 22. Oktober 1946 das extra dafür gebildete Experimental-Konstruktionsbüro OKB-3 unter Leitung von Heinz Roessing und Alexander Beresnjak beauftragt, die Entwicklung fortzusetzen. Das Flugzeug wurde als 346-P (nach anderen Quellen auch als DFS 301 bezeichnet) komplettiert und im Oktober 1946 im Rahmen der Aktion Ossawakim samt der zugehörigen Spezialistengruppe in die Sowjetunion überführt, wo es im Windkanal des ZAGI getestet wurde; dabei offenbarte es einige aerodynamische Schwächen. Das Rettungssystem wurde 1947 mit einer North American B-25 getestet und als geeignet eingestuft.

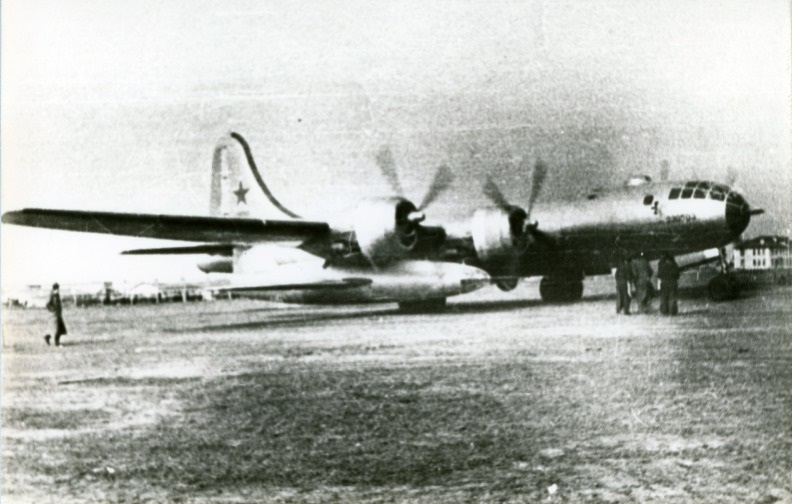
Die DFS 346-P unter der Tragfläche einer B-29

Im Jahr 1947 waren die Windkanalversuche soweit abgeschlossen, dass von der mittlerweile als OKB-2 bezeichneten Entwicklungsabteilung an der Erprobung der 346-P als ein reiner Gleiter ohne Antrieb gearbeitet wurde. Allerdings wurde Ballast eingesetzt, um das Gewicht des Motors und des Treibstoffs zu simulieren. Die Maschine wurde unter eine B-29 Superfortress, die nach einem Bombenangriff auf Japan in der UdSSR notgelandet und nicht wieder an die USA zurückgegeben worden war, montiert und von Wolfgang Ziese in einer Serie von Tests vom Flugplatz Tjoply Stan aus geflogen. Dies führte zu zwei weiteren Prototypen, deren erster 346-I mit kleinen aerodynamischen Verbesserungen und zwei Triebwerken HWK 109-510 1948 fertiggestellt wurde. Der erste Flug fand am 30. September 1949 statt und wurde wieder von Ziese durchgeführt. Das Flugzeug wurde, wie zuvor schon praktiziert, mit der B-29 auf Höhe geschleppt, in 9700 Metern ausgeklinkt und im Gleitflug gesteuert. Wegen auftretender Steuerprobleme nahm Ziese eine sofortige Landung vor, bei der die Gleitkufe allerdings nach dem Ausfahren nicht arretierte und beim Aufsetzen wieder zurück in den Schacht gedrückt wurde, so dass die 346-I auf dem Bauch über die Startbahn rutschte. Ziese wurde durch die Bremskräfte nach vorn geschleudert und zog sich beim Aufprall Verletzungen am Kopf zu, die ihn zu einer Zwangspause bei der Erprobung zwangen. Das nur leicht beschädigte Flugzeug wurde repariert und der sowjetische Testpilot Pjotr Kasmin setzte die Erprobung der 346-I ab November fort, wobei bei seinem ersten Flug dasselbe Problem der nicht ordnungsgemäß einrastenden Landekufe mit anschließender Bauchlandung auftrat, deren Ursachenbeseitigung sich über das ganze folgende Jahr 1950 hinzog. Die Gleiterprobung wurde aber sowohl mit der 346-P als auch mit der 346-I nebenbei fortgesetzt. Parallel dazu entstand ein weiterer als 346-III bezeichneter Prototyp. Dieser war ebenfalls mit zwei Triebwerken ausgerüstet, verfügte aber über veränderte Tragflächen, die aufgrund der Windkanalerkenntnisse mit einem anderen Profil sowie Grenzschichtzäunen ausgestattet waren. Anfang 1951 wurde das gesamte Projekt von Tjoply Stan auf den Flugplatz Luchowizy verlegt, wo der mittlerweile genesende Wolfgang Ziese die Tests mit einem ersten Gleitflug am 6. April mit der 346-III wieder aufnahm. Am 10. Mai 1951 flog Ziese auch wieder die 346-I ohne Antrieb.
Der erste Flug mit aktiviertem Raketenantrieb erfolgte am 15. August 1951 mit der 346-III, allerdings wurde nur ein Motor gezündet. Abgesehen von den bereits bekannten Problemen mit der Seitenstabilität verlief er ohne Komplikationen. Am 2. September folgte ein zweiter. Für den Dritten war die Zündung beider Antriebe vorgesehen. Ziese wurde am 14. September 1951 mit der 346-III in 9300 Metern von der B-29 abgeworfen und aktivierte in 8500 Metern die Triebwerke. Das Flugzeug ging bei stetig steigender Geschwindigkeit in einen steilen Steigflug über. In 12.000 Metern Höhe wurden 950 km/h erreicht. Dort geriet die Maschine in den transsonischen Bereich, wo sie nach Aussage Zieses steuerlos wurde und in einen steilen Sturzflug überging. Ziese erhielt nach vergeblichen Versuchen die Maschine unter Kontrolle zu bringen die Anweisung, das Flugzeug zu verlassen und aktivierte schließlich in 6.500 m Höhe das Rettungssystem, welches problemlos funktionierte. Die Maschine wurde beim Aufprall komplett zerstört, allerdings nicht der an Bord befindliche Aufzeichnungsbehälter, die sogenannte Meßtonne hinter der Pilotenkabine. Die Auswertung der darin befindlichen Instrumente ergab in 11.200 Metern bei 950 km/h einen schlagartigen Geschwindigkeitsanstieg um 280 km/h, der zur Überlastung der Struktur und zum anschließenden Steuerverlust geführt haben dürfte. Der Effekt entstand wahrscheinlich, indem das Flugzeug plötzlich in den Jetstream, dessen Vorhandensein damals noch nicht bekannt war, entgegen dessen Strömungsrichtung geriet. Nach dem Absturz wurde das Programm eingestellt. Das 1949 als Abfangjäger mit Deltatragflächen konzipierte Nachfolgeprojekt 468 wurde mit der Auflösung des OKB-2 ebenfalls beendet.

## Technische Daten

Dreiseitenriss DFS 346-I

Längsschnitt durch die 346-III

| Kenngröße             | Daten (OKB-2 346-III)                   |
| --------------------- | --------------------------------------- |
| Besatzung             | ein Pilot                               |
| Länge                 | 13,75 m                                 |
| Spannweite            | 9,00 m                                  |
| Höhe                  | 3,54 m                                  |
| Flügelfläche          | 19,9 m²                                 |
| Pfeilung              | 50°                                     |
| Leermasse             |                                         |
| Startmasse            | 5.230 kg                                |
| Antrieb               | zwei Walter HWK 109-509 mit je 33,4 kN  |
| Höchstgeschwindigkeit | 2.765 km/h (geplant), 950 km/h erreicht |
| Reichweite            | 1.223 km                                |
| Dienstgipfelhöhe      | 30.500 m (geplant)                      |